# Dvarčionys

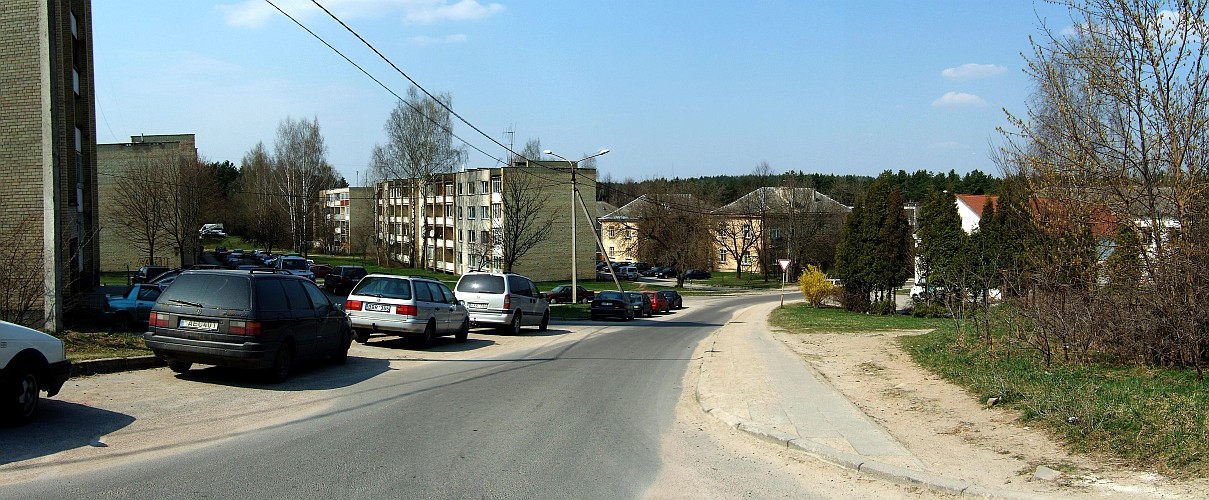

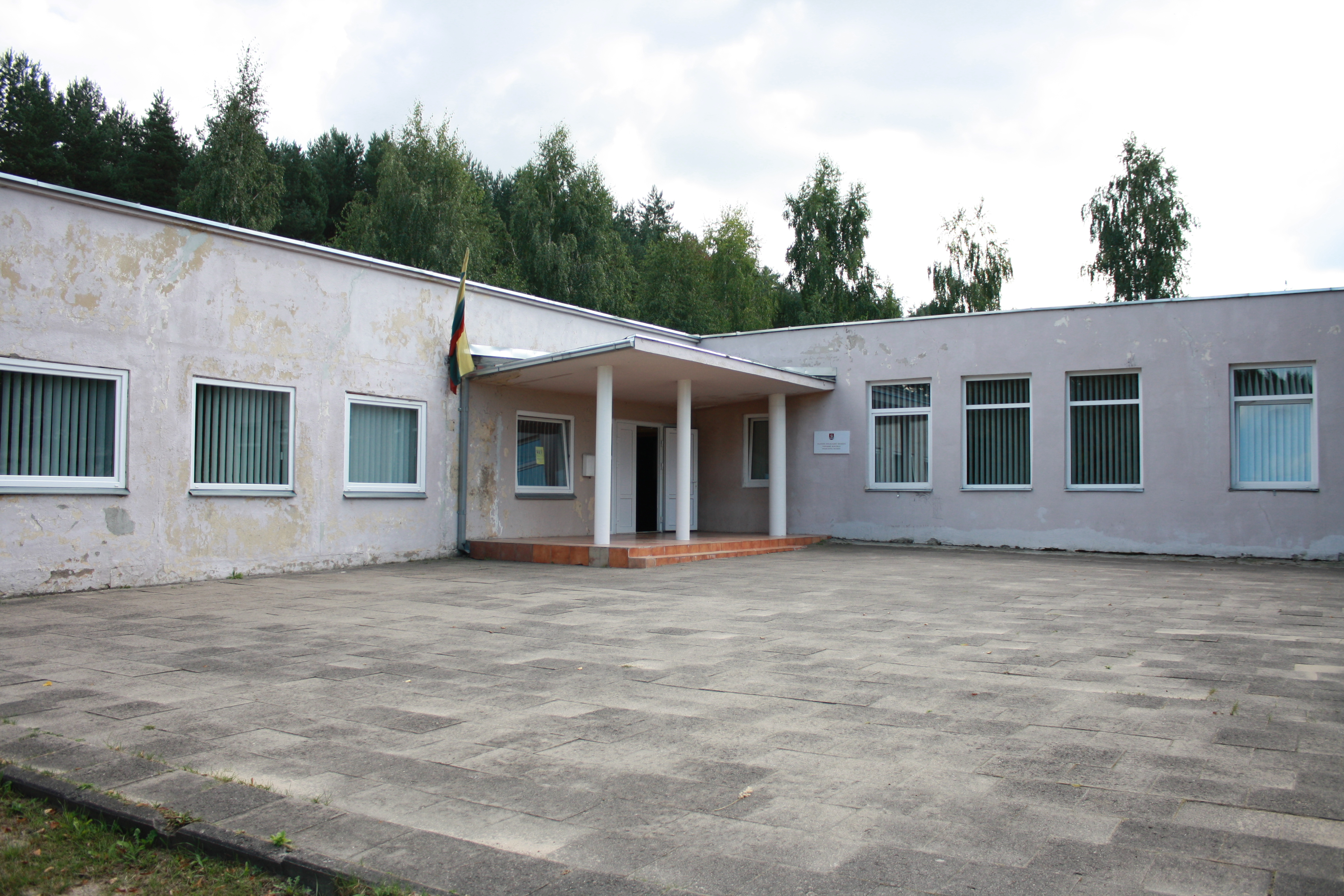
Ehemalige Grundschule

Dvarčionys ist ein Stadtteil der litauischen Hauptstadt Vilnius, im Nordosten der Stadt, in der Nähe von Antakalnis, 7 km vom Stadtzentrum entfernt. Durch Dvarčionys fließt der Bach Dvarčia. Hier liegt das geomorphologische Schutzgebiet Dvarčionys. Der in Sowjetlitauen berühmte Keramik-Fliesenhersteller AB Dvarčionių Keramika hat den Sitz seit 1888. Es gibt viele Wohnhäuser, eine Bibliothek, einen Kindergarten, eine Apotheke, einen Supermarkt Maxima. Im Süden von Dvarčionys befindet sich eine Gärtnergemeinschaft.

## Geschichte
In der Sowjetzeit war Dvarčionys eine Siedlung von Arbeitern der keramischen Fabrik. Von 1950 bis 1958 war Dvarčionys im Rajon Naujoji Vilnia. 1959 wurde das Wohngebiet an Vilnius angegliedert. Heute befindet es sich im Amtsbezirk Antakalnis der Stadtgemeinde Vilnius. Bis 2013 gab es eine Grundschule. Im September 2013 wurde sie reorganisiert. Jetzt gibt es die Abteilung Dvarčionys vom VGTU-Lyzeum (Gymnasium in Antakalnis).